# Aartsbisdom Mérida
Het aartsbisdom Mérida (Latijn: Archidioecesis Emeritensis in Venetiola) is een rooms-katholiek aartsbisdom met als zetel Mérida, in Venezuela. De aartsbisschop van Mérida is metropoliet van de kerkprovincie Mérida, waartoe ook de volgende suffragane bisdommen behoren:
- Barinas
- Guasdualito
- San Cristóbal de Venezuela
- Trujillo

## Geschiedenis
Het aartsbisdom werd opgericht op 16 februari 1778, als het bisdom Mérida, uit delen van het aartsbisdom Santafé en Nueva Granada (Caracas), en was suffragaan aan het aartsbisdom Caracas. Op 11 juni 1923 werd het verheven tot metropolitaan aartsbisdom. 
Het verloor meermaals gebied bij de oprichting van de bisdommen Barquisimeto (1863), Calabozo (1863), Zulia (1897),  San Cristóbal de Venezuela (1922), Trujillo (1957), Barinas (1965) en El Vigia-San Carlos del Zulia (1994).

## Parochies
Het aartsbisdom had in 2021 een oppervlakte van 8.109 km2 en telde 743.100 inwoners waarvan 86,2% rooms-katholiek was.

## Ordinarii

### Bisschoppen
- Juan Manuel Antonio Ramos Lora (23 september 1782 - 9 november 1790)
- Cándido Manuel de Torrijos Riguerra (19 december 1791 - 20 november 1794)
- Antonio Ramón de Espinosa y Lorenzo (18 december 1795 - 23 september 1800)
- Santiago Hernández Milanés (20 juli 1801 - 26 maart 1812)
- Rafael Lasso de la Vega (8 maart 1816 - 15 december 1828)
- José Buenaventura Arias Bergara (22 december 1828 - 21 november 1831; hulpbisschop sinds 2 oktober 1826)
- José Vicente de Unda (11 juli 1836 - 19 juli 1840)
- Juan Hilario Bosset (27 januari 1842 - 1873)
- Tomas Zerpa (29 september 1876 - niet in bezit genomen)
- Román Lovera (20 augustus 1880 - 1892)

### Aartsbisschoppen
- Antonio Ramón Silva (21 mei 1894 - 1 augustus 1927)
- Acacio de la Trinidad Chacón Guerra (1 augustus 1927 - 15 december 1966; coadjutor sinds 10 mei 1926)
  - José Humberto Quintero Parra (coadjutor: 7 september 1953 - 31 augustus 1960)
- José Rafael Pulido Méndez (22 november 1966 - 30 augustus 1972; coadjutor sinds 16 januari 1961)
- Angel Pérez Cisneros (30 augustus 1972 - 20 augustus 1979; coadjutor sinds 18 juni 1969)
- Miguel Antonio Salas Salas (20 augustus 1979 - 30 oktober 1991)
- Baltazar Enrique Porras Cardozo (30 oktober 1991 - 31 januari 2023; hulpbisschop sinds 23 juli 1983)
  - Juan María Leonardi Villasmil (hulpbisschop: 27 januari 1994 - 12 juli 1997)
  - Luis Alfonso Márquez Molina (hulpbisschop: 18 oktober 2001 - 15 juli 2013)
  - Alfredo Enrique Torres Rondón (hulpbisschop: 15 juli 2013 - 15 juli 2016)
  - Luis Enrique Rojas Ruiz (hulpbisschop: 19 juni 2017 - 12 juli 2023)
- Helizandro Emiro Terán Bermúdez (31 januari 2023 - heden; coadjutor sinds 19 maart 2022)

## Galerij van afbeeldingen

Wapen van het aartsbisdom Mérida

Mérida (aartsbisdom) · Barinas · Guasdualito · San Cristóbal de Venezuela · Trujillo